# Delfi
Delfi (Делфи) — сеть новостных интернет-изданий в Прибалтике и до 2014 года — на Украине. Порталы Delfi публикуют информацию на русском, английском, латышском, литовском, эстонском и польском языках.
Совокупная аудитория сети интернет-порталов около 700 тыс. человек в день (по состоянию на весну 2007 года). По данным alexa.com в доменных зонах .ee .lv .lt порталы Delfi входят в 10 самых посещаемых сайтов.
В 2006 году русские версии Delfi получили приз «Премия Рунета» в номинации «Рунет за пределами RU».

## История
Учредитель — эстонская компания MicroLink. Новостные порталы Delfi начали свою работу в ноябре 1999 года, когда были открыты первые две версии сайта — эстонская и латышская. Позже были запущены литовская версия Delfi, а также русские версии в Латвии и Эстонии. В начале 2004 года акции Delfi приобрела норвежская компания Findexa, в прошлом дочерняя компания Telenor, с 2001 года принадлежащая американскому фонду прямого инвестирования Texas Pacific Group и в 2005 году проданная шведской компании Eniro. Delfi принадлежало дочерней компании Findexa — литовской компании Interinfo Baltic.
Весной 2007 года Delfi запустил украинский портал на русском языке и русскую версию в Литве. Русская версия delfi.lt представляет дискурс литовских СМИ. По данным Similarweb, сайт занимает четвёртое место в рейтинге популярных национальных СМИ с 37 миллионами посещений в месяц. Средняя продолжительность одного посещения составляет около 10 минут
В 2007 году эстонская медийная группа Ekspress Grupp купила компанию Interinfo Baltic и стала владельцем акций Delfi.
Весной 2012 года была запущена польская версия литовского портала pl.delfi.lt.
С марта 2014 года закрыт портал на Украине, так как предприятие не видело положительной перспективы для развития проекта, которая могла бы оправдать дальнейшую его работу.
В 2015 году Большая палата Европейского суда по правам человека по жалобе собственника Delfi, привлечённого эстонскими властями к ответственности за комментарии, размещённые на портале, вынесла постановление по Эстонии — большинством голосов суд решил, что действия властей не нарушали свободы слова.
25 марта 2022 года Роскомнадзор заблокировал доступ к литовской версии Delfi на территории России по решению Центрального районного суда Калининграда. В начале апреля 2022 года Роскомнадзор заблокировал русскоязычную часть латвийской версии Delfi по требованию Генпрокуратуры.